# Museo de la Ciudad Prohibida
El Museo de la Ciudad Prohibida, oficialmente Museo del Palacio Imperial (en chino, 故宫博物院; pinyin, Gugong Bówùyùan), es un enorme museo nacional ubicado en el complejo de la Ciudad Prohibida, en el centro de Pekín. Se extiende por las 72 hectáreas (720.000 m²) del palacio real de las dinastías Ming y Qing, y se abrió al público en 1925 después de que el último emperador de China fuera desalojado.
Construido entre 1406 y 1420, el museo consta de 980 edificios. Alberga más de 1.8 millones de piezas de arte, en su mayoría de la colección imperial de las dinastías Ming y Qing. Durante el siglo XX se vio expandido a través de nuevas adquisiciones, traslados de otros museos y nuevos descubrimientos arqueológicos, aunque tras la Guerra Civil la colección se vio despojada de algunas de sus mejores piezas que Chiang Kai-shek mandó llevar a Taiwán. 
Según el Beijing Evening Post, el museo recibió más de 17 millones de visitantes en 2018, lo que lo hace el museo más visitado del mundo. Tiene un promedio de 15 millones de visitantes anuales desde 2012. Debido a esta presión, la administración ha establecido un límite diario de 80 000 visitantes desde 2015 para proteger la estructura y la experiencia.

## Historia

### Palacio
El Museo del Palacio Imperial se encuentra en la Ciudad Prohibida, el palacio imperial chino desde la dinastía Ming hasta el final de la dinastía Qing. Está ubicado en el centro de Beijing, China. Durante casi cinco siglos, sirvió como hogar del emperador y su familia, y centro ceremonial y político del gobierno chino.
Construido entre 1406 y 1420, el complejo consta de los 980 edificios actuales, con 8.707 espacios de habitaciones y cubre 720.000 metros cuadrados. El complejo del palacio ejemplifica la arquitectura palaciega china tradicional, y ha influido en los desarrollos culturales y arquitectónicos en Asia Oriental y en otros lugares. La Ciudad Prohibida fue declarada Patrimonio de la Humanidad en 1987, y está catalogada por la UNESCO como la mayor colección de estructuras de madera antiguas conservadas en el mundo.

### Museo

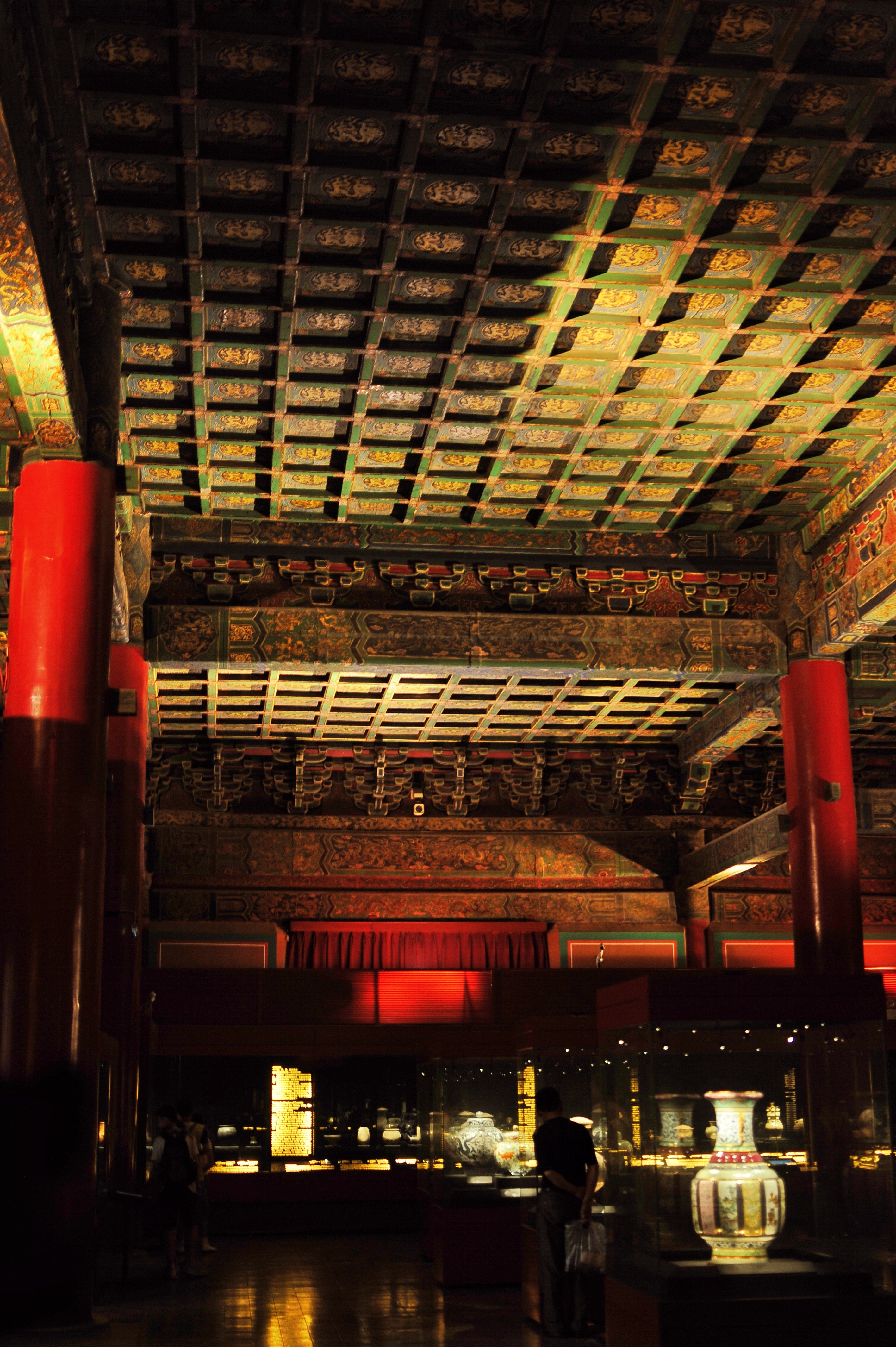
Muestra de cerámica en el interior del salón del esplendor literario (文華殿)

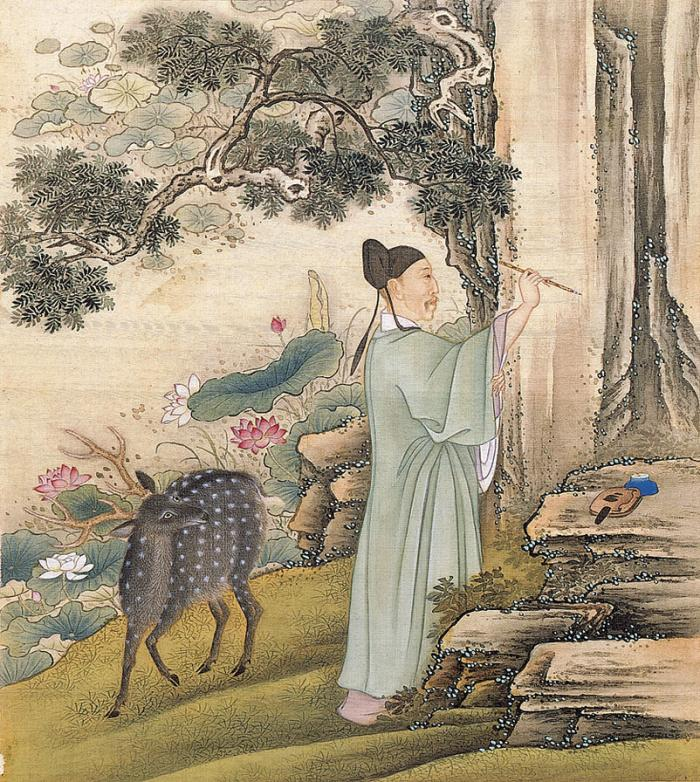
Del Álbum del emperador Yongzheng disfrazado, por artistas anónimos de la corte, período Yongzheng (1723-1735).

En 1912, Puyi, el último emperador de China, abdicó. Según un acuerdo con el nuevo gobierno de la República de China (1912-1949), Puyi permaneció en el Patio Interior, mientras que el Patio Exterior se dedicó al uso público, donde se instaló un pequeño museo para exhibir los objetos alojados en el Patio Exterior. En 1924, Puyi fue desalojado del Patio Interior después de un golpe de Estado. El Museo del Palacio se estableció entonces en la Ciudad Prohibida el Día Nacional de la República de China (10 de octubre) de 1925.
Las colecciones del Museo del Palacio se basan en la colección imperial Qing. Según los resultados de una auditoría de 1925, unos 1,17 millones de obras de arte fueron almacenadas en la Ciudad Prohibida. Además, las bibliotecas imperiales albergaban innumerables libros raros y documentos históricos, incluidos documentos gubernamentales de las dinastías Ming y Qing.
A partir de 1933, la amenaza de invasión japonesa obligó a evacuar las partes más importantes de la colección del museo. Después del final de la Segunda Guerra Mundial, esta colección fue devuelta a Nankín. Sin embargo, con la inminente victoria de los comunistas en la guerra civil china, el gobierno nacionalista de Chiang Kai-shek ordenó la evacuación de la selección de esta colección a Taiwán. De las 13.491 cajas de artefactos evacuados, 2.972 cajas ahora se encuentran en el Museo del Palacio Nacional en Taipéi. Esta colección relativamente pequeña pero de alta calidad forma hoy el núcleo de ese museo. Se devolvieron más de 8.000 cajas a Beijing, pero hoy quedan 2.221 cajas almacenadas a cargo del Museo de Nankín.
Bajo el gobierno de la República Popular China, el museo realizó una nueva auditoría, así como una búsqueda exhaustiva de la Ciudad Prohibida, descubriendo una serie de elementos importantes. Además, el gobierno trasladó artículos de otros museos del país para reponer la colección del Museo del Palacio. También compró y recibió donaciones del público.

## Colecciones
Hoy en día, hay más de un millón de obras de arte raras y valiosas en la colección permanente del Museo del Palacio, que incluyen pinturas, cerámicas, sellos, estelas, esculturas, artículos con inscripciones, artículos de bronce, objetos de esmalte, etc. Las colecciones del Museo del Palacio se basan en la colección imperial Qing. Según los resultados de una auditoría de 1925, unos 1,17 millones de obras de arte fueron almacenadas en la Ciudad Prohibida.
A partir de 1933, la amenaza de invasión japonesa obligó a evacuar las partes más importantes de la colección del museo. Después del final de la Segunda Guerra Mundial, esta colección fue devuelta a Nanjing. Sin embargo, con la inminente victoria del Partido Comunista de China en la guerra civil china, el gobierno nacionalista decidió enviar la selección de esta colección a Taiwán. De las 13.491 cajas de artefactos evacuados, 2.972 cajas ahora se encuentran en el Museo del Palacio Nacional en Taipéi. Se devolvieron más de 8.000 cajas a Beijing, pero hoy quedan 2.221 cajas almacenadas a cargo del Museo de Nankín. Según un inventario de la colección del museo realizado entre 2004 y 2010, el Museo del Palacio posee un total de 1.807.558 artefactos e incluye 1.684.490 artículos designados como "reliquias culturales valiosas" protegidas a nivel nacional. A finales de 2016, el Museo del Palacio celebró una rueda de prensa en la que anunció que se habían descubierto 55.132 artículos no catalogados anteriormente en un control de inventario realizado entre 2014 y 2016. El número total de elementos de la colección del Museo del Palacio es actualmente de 1.862.690 objetos.

### Cerámica

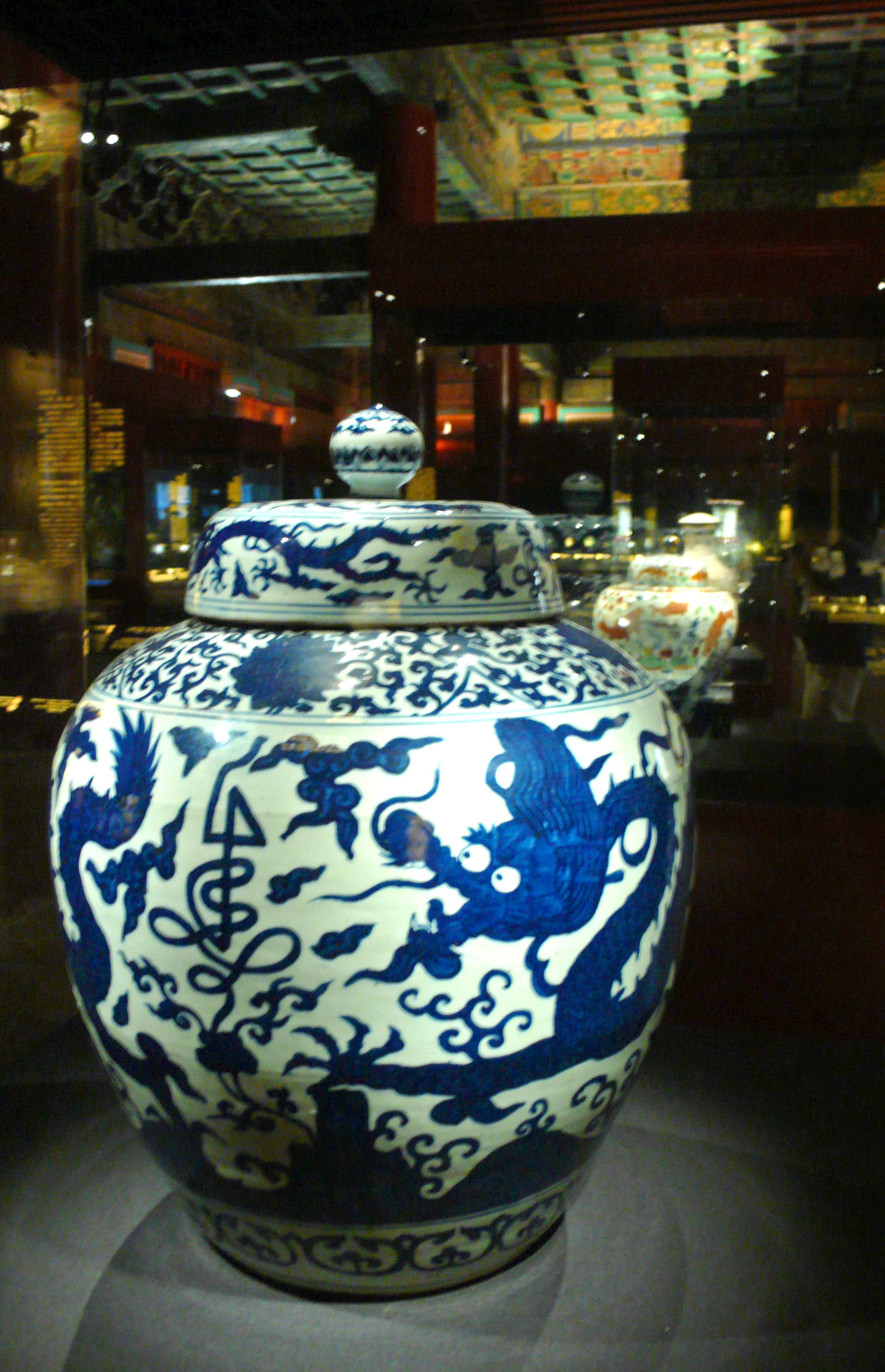
Dragones en una cerámica de la dinastía Ming

El Museo del Palacio alberga 340.000 piezas de cerámica y porcelana. Entre otras piezas, se incluyen colecciones imperiales de las dinastías Tang y Song, así como piezas encargadas por el palacio y, en ocasiones, por el emperador personalmente. Esta colección se destaca porque se deriva de la colección imperial y, por lo tanto, representa lo mejor de la producción de porcelana en China; otras grandes colecciones se encuentran en el Museo del Palacio Nacional en Taipéi y el Museo de Nankín.

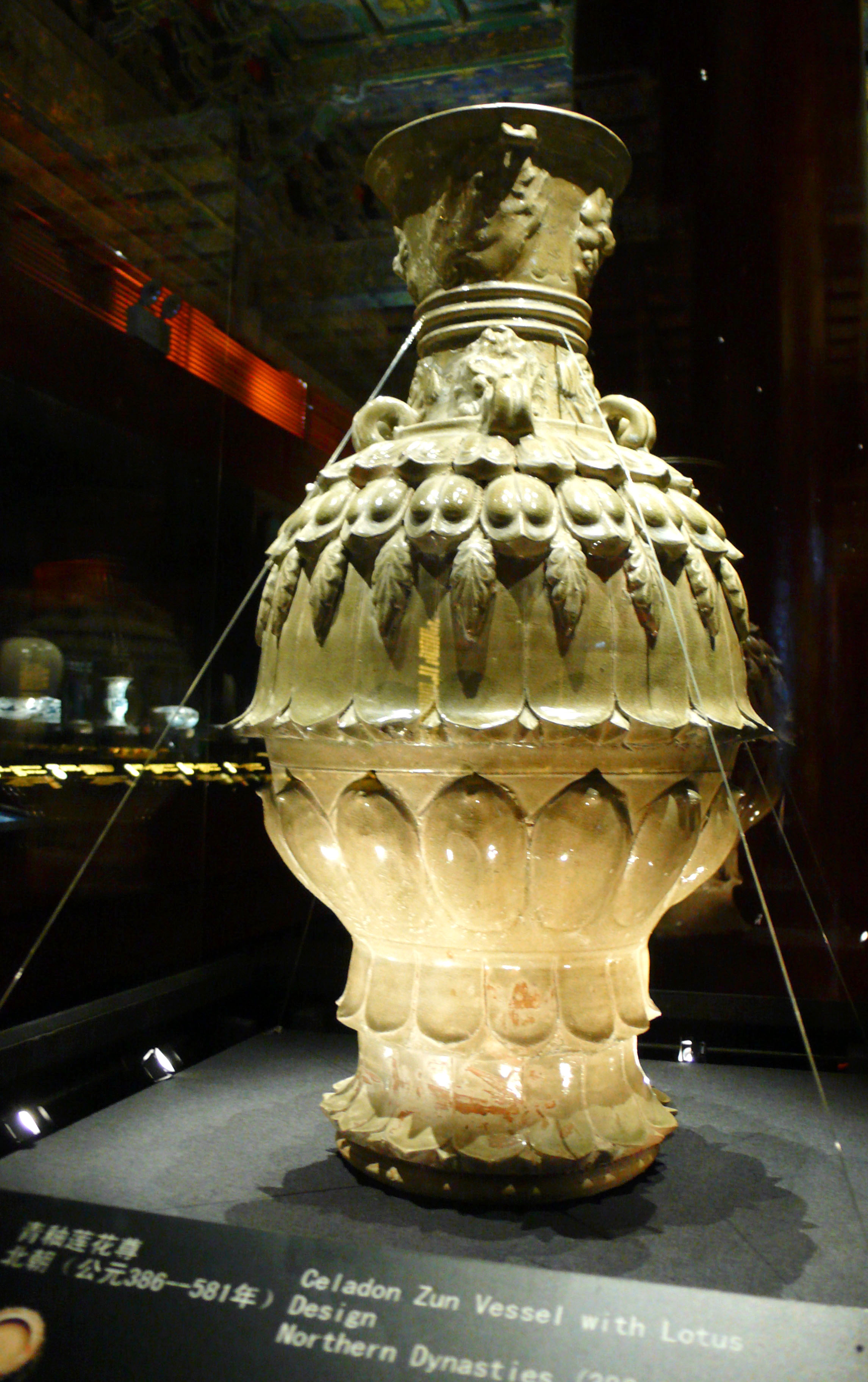
Una vasija Zun de celadón con diseño de loto, Dinastías del Norte, 386–581 d. C.

La colección de cerámica del Museo del Palacio representa un registro completo de la producción de cerámica china durante los últimos 8.000 años, así como una de las colecciones de este tipo más grandes del mundo.

### Pinturas

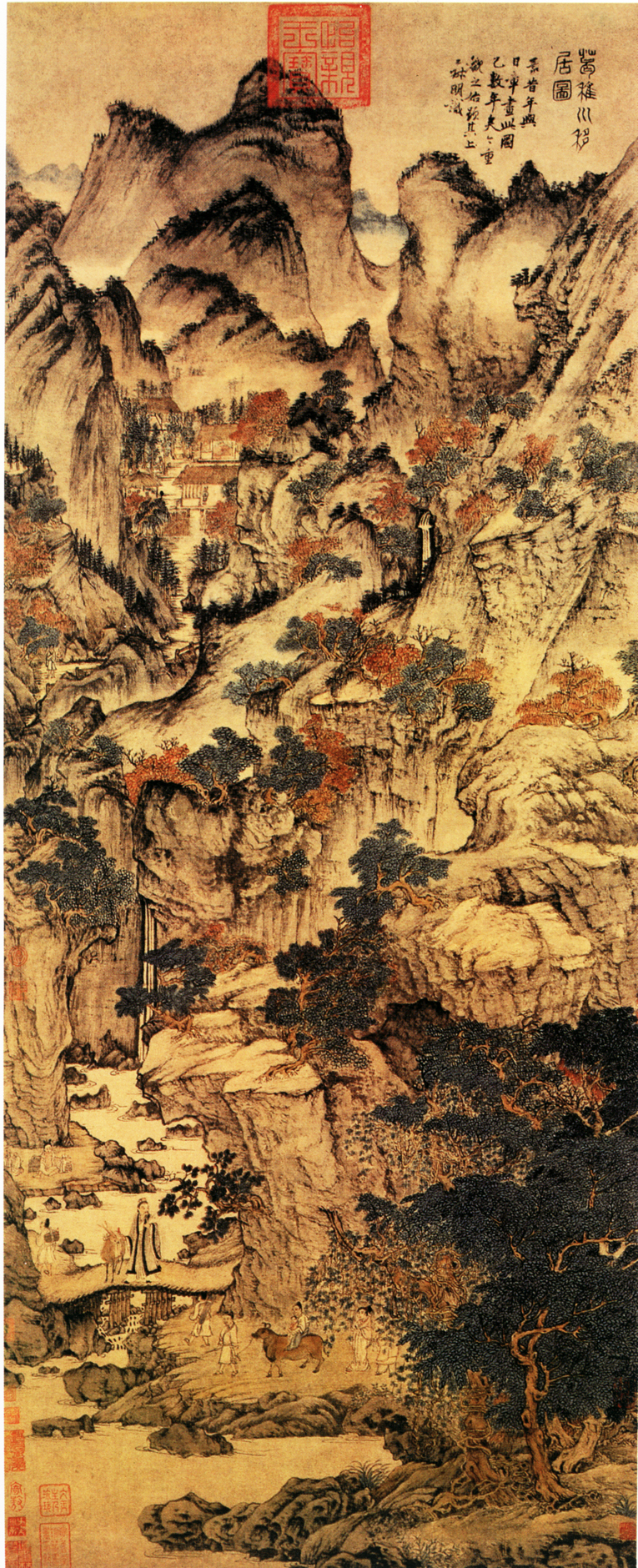
Ge Zhichuan se muda a la montaña (葛稚川移居) por Wang Meng

El Museo del Palacio alberga cerca de 50.000 pinturas. De estas, más de 400 datan de antes de la dinastía Yuan (1271-1368). Esta es la colección más grande de este tipo en China e incluye algunas de las pinturas más raras y valiosas de la historia de China.

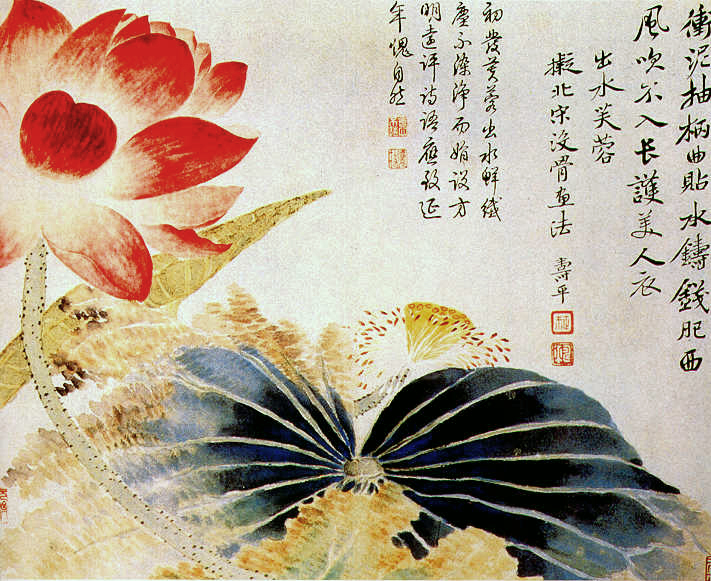
Flor de loto rompiendo la superficie por Yun Shouping

La colección se basa en la colección del palacio de las dinastías Ming y Qing. El interés personal de emperadores como Qianlong hizo que en el palacio se celebrara una de las colecciones de pintura más importantes de la historia de China. Sin embargo, una parte importante de esta colección se perdió. Después de su abdicación, Puyi sacó las pinturas del palacio y muchas de ellas se perdieron o destruyeron posteriormente. En 1948, algunas de las mejores partes de la colección se trasladaron a Taiwán. Desde entonces, la colección se ha repuesto gradualmente a través de donaciones, compras y transferencias de otros museos.

### Jade
El jade tiene un lugar único en la cultura de China. La colección del museo, en su mayoría derivada de la colección imperial, incluye unas 30.000 piezas. La parte anterior a la dinastía Yuan de la colección incluye varias piezas famosas a lo largo de la historia, así como artefactos de descubrimientos arqueológicos más recientes. Las piezas más antiguas datan del Neolítico. Las piezas de la dinastía Ming y la dinastía Qing, por otro lado, incluyen artículos para uso palaciego, así como artículos de tributo de todo el imperio y más allá.

### Escultura

#### Piezas de bronce
El bronce ocupa un lugar importante en la cultura china y siempre fue una parte importante de la ceremonia estatal. La colección de bronce del Museo del Palacio data de principios de la dinastía Shang. De las casi 10.000 piezas conservadas, unas 1600 son elementos inscritos del período anterior a Qin (hasta el 221 a. C.). Una parte importante de la colección son objetos de bronce ceremoniales de la corte imperial, incluidos juegos completos de instrumentos musicales utilizados por las orquestas imperiales.

### Relojes
El Museo del Palacio cuenta con una de las mayores colecciones de relojes mecánicos de los siglos XVIII y XIX del mundo, con más de 1000 piezas. La colección contiene piezas de fabricación china y extranjera. Las piezas chinas procedían de los propios talleres del palacio, Guangzhou (Cantón) y Suzhou (Suchow). Las piezas extranjeras procedían de países como Gran Bretaña, Francia, Suiza, Estados Unidos y Japón. De estos, la mayor parte proviene de Gran Bretaña.
Las piezas notables de la colección incluyen un reloj con un autómata adjunto que es capaz de escribir, con un pincel de escritura en miniatura sobre papel insertado, una copla auspiciosa en perfecta caligrafía china.

### Objetos del palacio
Además de las obras de arte, una gran proporción de la colección del museo consiste en artefactos de la corte imperial. Esto incluye objetos utilizados por la familia imperial y el palacio en la vida diaria, así como varios objetos ceremoniales y burocráticos importantes para la administración del gobierno. Esta completa colección conserva los objetos de la vida cotidiana y los protocolos ceremoniales de la época imperial.

## Exposiciones
Las exposiciones permanentes del museo se pueden dividir en dos tipos, una es la exposición tal como estaba (en chino: 原状陈列), y el otro tipo, son las exposiciones temáticas (en chino: 专馆). Las exposiciones tal como estaban presentan las salas de manera similar a la época imperial. Hay once salas de exposiciones temáticas dedicadas:
- 1. Digitales
  2. Pintura y Caligrafía
  3. Cerámica
  4. Tesorería
  5. Relojes
  6. Escultura
  7. Arquitectura china
  8. Bronce
  9. Xiqu
  10. Arsenal
  11. Muebles

## Instituciones académicas
El Museo del Palacio gestiona varias organizaciones académicas. Los dos principales son la Academia de palacio y el Instituto de investigación de palacio. También alberga la Sociedad de la Ciudad Prohibida, la Sociedad de Historia Palatina Qing y el laboratorio nacional de cerámica antigua para investigación y preservación.

### Investigación
El Instituto de investigación del Palacio está dirigido por Zheng Xinmiao. Es el editor de Palace Museum Journal (故宫博物院院刊) y Journal of Gugong Studies (故宫学刊). Cuenta con numerosos laboratorios de investigación.

### Conservación
El Hospital para la Conservación es el departamento de conservación del museo responsable del mantenimiento y conservación de los objetos. Cuenta con varios laboratorios y estudios encargados de la investigación y restauración de objetos de diferentes tipos. Los laboratorios son:
- Laboratorio de Análisis Básico
- Laboratorio de Conservación Orgánica
- Laboratorio de biología
- Laboratorio de Monitoreo y Control Ambiental
- Laboratorio de Conservación Inorgánica
- Laboratorio de Conservación de Arquitectura Histórica
- Laboratorio de preparación de muestras
- Laboratorio de Tomografía Computarizada
- Laboratorio de Cromatografía-Espectrometría de Masas

Los estudios son:
1. Estudio de Conservación de Cerámica: Conservación de Esmalte, Conservación de Cerámica, Conservación de Piedra
2. Estudio de envoltorios: Diseño y Elaboración de envoltorio
3. Estudio de Restauración para trabajos de incrustación: Restauración de trabajos de incrustación.
4. Estudio de Restauración de laca: Restauración de laca
5. Estudio de Restauración de carpintería: Restauración de muebles, restauración de esculturas en madera,
6. Estudio de Conservación de textiles: conservación de textiles
7. Estudio de restauración y replicación para artículos de bronce: conservación de artículos de bronce
8. Estudio para el montaje de Caligrafía y Pintura
9. Estudio de replicación de caligrafía y pintura
10. Estudio de restauración para reloj: Reloj
11. Estudio de gemelo digital
12. Estudio de artes diversas: restauración de Thangka, de Mural y de Pintura al óleo

## Administración
El curador del museo es Wang Xudong, ex director de la Academia de Investigación de Dunhuang.
Su predecesor, Shan Jixiang, tiene buena reputación por las reformas realizadas en la institución.

## Museos satélite y hermanos
- Galería Kulangsu de objetos extranjeros de la colección del Museo del Palacio en Kulangsu, Xiamen.
- Rama norte del Museo del Palacio en Xibeiwang, Haidian, Beijing, en construcción.
- Museo del Palacio de Hong Kong en Hong Kong, inaugurado en 2022.
- El Museo del Palacio Nacional, en Taipéi, Taiwán, comparte la misma raíz pero se separó después de la guerra civil china.

## Actividades
Sala de conciertos en vivo.
La Ciudad Prohibida también ha servido como lugar de representaciones y actividades varias. Sin embargo, su uso para este propósito está estrictamente limitado, debido al fuerte impacto del equipo necesario para los eventos sobre las estructuras antiguas de madera. Casi todas las actuaciones que se dice que están "en la Ciudad Prohibida" se llevan a cabo fuera de los muros del palacio.
- En 1997, el compositor y teclista de origen griego Yanni realizó un concierto en vivo frente a la Ciudad Prohibida, el primer artista occidental moderno en actuar en el sitio histórico chino. El concierto fue grabado y luego lanzado como parte del álbum Tributo.[31]
- La ópera de Giacomo Puccini, Turandot, la historia de una princesa china, se representó en el Santuario Imperial a las afueras de la Ciudad Prohibida por primera vez en 1998.[32]
- En 2001, los Tres Tenores, Plácido Domingo y José Carreras y Luciano Pavarotti, cantaron frente a la puerta principal de la Ciudad Prohibida como una de sus actuaciones.
- En 2004, el músico francés Jean Michel Jarre realizó un concierto en vivo frente a la Ciudad Prohibida, acompañado de 260 músicos, como parte de las festividades del "Año de Francia en China".[33]